# Vicia vicina
Vicia vicina är en ärtväxtart som beskrevs av Dominique Clos. Vicia vicina ingår i släktet vickrar, och familjen ärtväxter. Inga underarter finns listade i Catalogue of Life.